# Моршин
Мо́ршин — місто у Стрийському районі Львівській області. Бальнеологічний курорт державного значення. 

## Географія
Моршин розташований серед прикарпатських заповідних лісів на висоті 340 м над рівнем моря на території Львівської області, за 10 км від м. Стрия, 86 км від Івано-Франківська та 82 км від обласного центру — міста Львова. Завдяки цілющим мінеральним джерелам та праці лікарів-дослідників він перетворився в справжню карпатську перлину. Містом тече річка Бережниця. На південно-східній околиці міста бере початок річка Відерниця.

## Історія

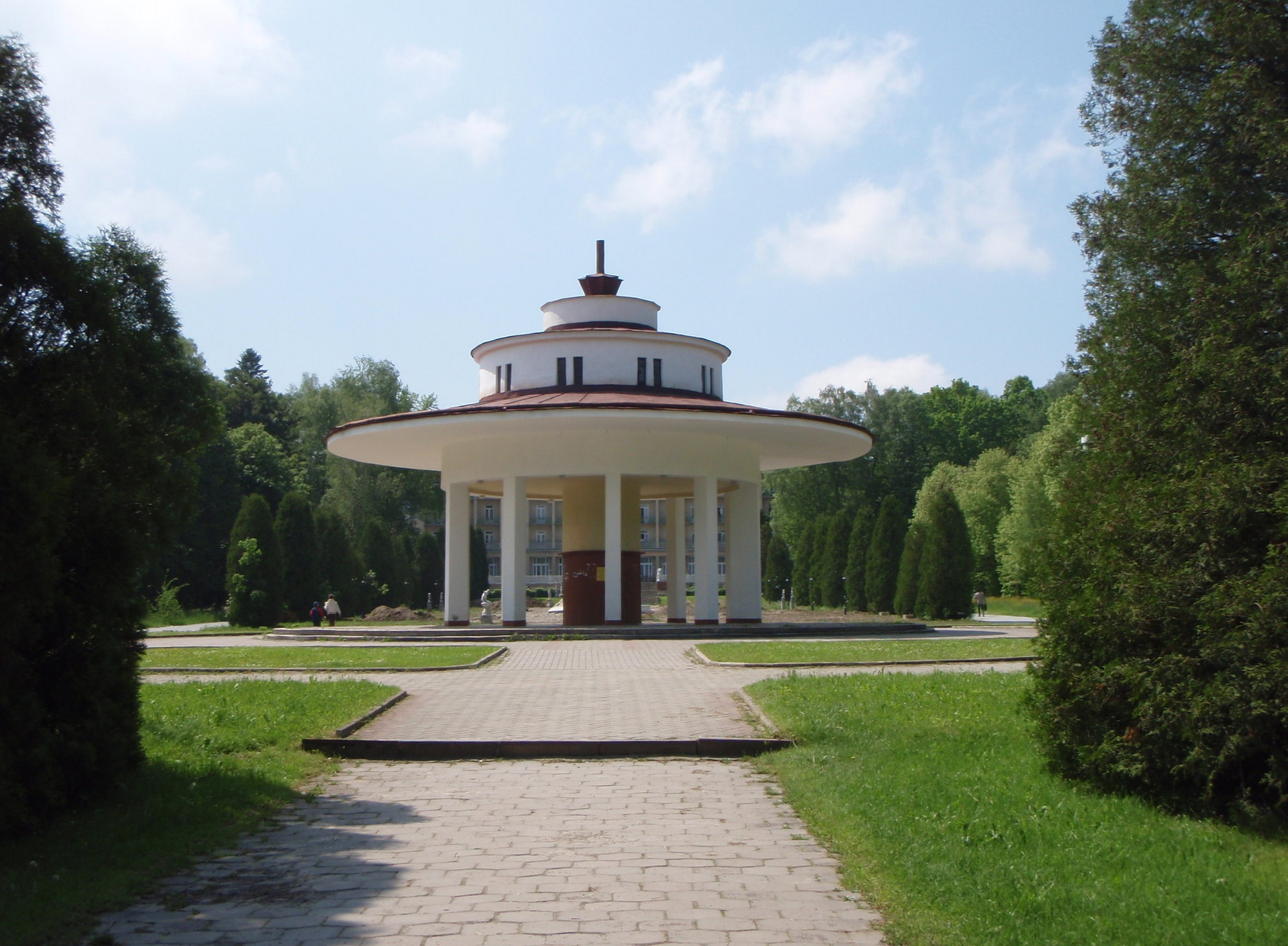
Старий бювет мінеральних вод

### Період Королівства Польського
Перша письмова згадка про Моршин датована 2 січня 1482 р. в судовому записі, де згадувалось, що село Моршин належало шляхтичу Юрію (Юхну) Нагваздану та входило до складу Польського королівства. На той час це було невеличке село, котре налічувало 12 дворів. Однак вже за тих часів селяни в Моршині використовували джерела ропи для виварювання солі. Топонімічні назви «баня», які й досі зустрічаються в назвах населених пунктів чи частини міста, свідчать про використання спеціального приміщення — «бані» або «жупи», у яких і випарювали з ропи сіль. Оскільки за часів середньовіччя сіль добували в малій кількості, вона була доволі прибутковим товаром, тож займатись солеварними промислами було вигідно і прибутково. Саме за такий промисел вирішили взятися тогочасні власники Моршина — шляхтичі Браницькі, котрі отримали від королівської канцелярії дозвіл на відкриття соляних шахт. Було викопано п'ять шахтних колодязів для видобутку ропи, з якої шляхом виварювання отримувалась сіль. Однак промисел не виправдав себе — моршинська сіль була гіркою та непридатною для вживання, тож не могла конкурувати з сіллю з інших міст. Соляні промисли приходять у занепад. А гіркого смаку солі додавав мірабіліт — глауберова сіль. Тільки через століття Глаубер добув мірабіліт хімічним способом, який в Моршині добували натуральним способом. А вже в XIX столітті моршинські джерела використовували як лікувальний засіб для лікування органів травлення.
Дідич Александер Станіслав Белжецький надав фундуш для жіночого домініканського монастиря РКЦ у Белзі, який був забезпечений на його маєтку у Моршині. 1684 року монахині погодились, щоб його вдова Зофія перенесла «запис» монастирю з відступлених кішинському старості Каз-у Лабенцькому сіл Довге та Моршин на інші маєтки А. С. Белжецького.

### Австрійський період
У 1875 році з будівництвом через Моршин залізниці Стрий — Станиславів життя міста значно пожвавилось. Тогочасний господар маєтку в Моршині купець Боніфатій Штіллер — за походженням німець — привертав увагу людей до живописної місцевості, з якою тепер було добре сполучення. У газетах за 1877 рік було розміщено повідомлення про те, що в Моршині відкривається кліматичний курорт для хворих туберкульозом легенів.
Запрошені Штіллером лікарі В. Пясецький та С. Дзіковський розпочали організацію в Моршині клімато- і водолікування на кшталт західних курортів, котрі були на той час досить модними. В травні 1878 року С. Дзіковський доповідає про можливість організації курорту в Моршині на засіданні «бальнеологічної комісії» в Кракові. Лікар Лютостанський, котрий провів інспекцію Моршина, розповідає про наявність на курорті приміщення на 12 ванн, трьох житлових приміщень для приїжджих, дерев'яного водопроводу. Також він звертає увагу на три джерела з гірко-соленою водою. 1878 рік став роком першого офіційного лікувального сезону з відкриттям «Закладу для лікування грудних захворювань». З того часу мінеральні води джерел Моршина стають предметом вивчення. Перший хімічний аналіз ропи джерела № 1 опубліковано професором Львівського університету В. Радзішевським в 1881 році.
У 1879 році очищено та впорядковано два шахтні колодязі, котрі названо іменами власника курорту Штіллера та його дружини — джерела «Боніфатій» та «Магдалина» (нині джерела № 1 та № 2). Очевидно, через те, що останні дідичі записали в заповіті пункт, у якому всі права власності на їх маєтки у Моршині переходили на «Товариство лікарів галицьких». В цьому ж році виявлено ще одне джерело, котре дає ультрапрісну воду — джерело Матері Божої, або джерело № 4. Одночасно в околицях Моршина знайдена торфяна грязь — «боровина».
Курортний сезон 1880 року відкрився з новою назвою — «Лікування мінеральними водами та грязями». Воду мінеральних джерел почали застосовувати для ванн, а торф'яну грязь — для грязевих ванн та аплікацій. Моршин став бальнеогрязевим курортом.
У 1880—1881 роках були зроблені перші спроби внутрішнього вживання вод джерела «Боніфатій», які, очевидно, виявились успішними, тому що з 1883 року ця вода продавалась в пляшках.
Моршин став відомим, про нього знали не тільки в Австро-Угорщині, а й за її межами. В рекламних проспектах, що виходили перед Першою світовою війною, Моршин порівнювали з найпопулярнішими європейськими курортами, називали його «галицьким Спа» та «галицьким Карлсбадом» (тепер Карлові Вари). Про лікувальні властивості моршинської ропи в ті роки писали багато дослідників, прирівнюючи її з водами відомих тоді німецьких, угорських та чеських курортів. Моршинська ропа експортувалась в США, Англію, Італію, Румунію та інші країни.

### Період Другої Польської республіки

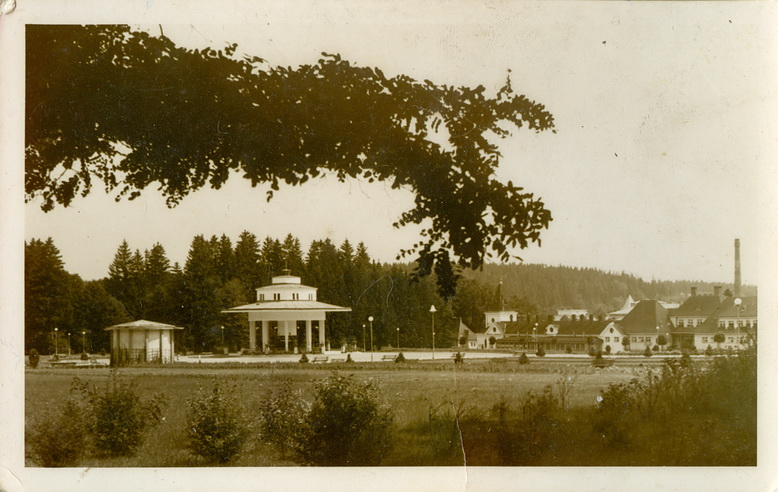
Загальний вигляд парку. 1935 рік

У 1930 роках на курорті були збудовані водолікарня, грязелікарня, інгаляторій та бювет мінеральних вод — «грибок», котрий став символом міста. В 1935 році, за проєктом Мар'яна Нікодемовича, Товариством галицьких лікарів почалось будівництво «Курортного дому» — нині санаторій «Мармуровий палац».
У 1934–1939 рр. центр Моршинської сільської ґміни Стрийського повіту Станиславівського вооєводства Польської республіки.

### Більшовицький період
Після радянської анексії, приватні пансіонати були об'єднані в санаторії.

### Німецький період
У роки панування німців 1941—1944 років було розстріляно 67 жителів, 20 вивезено до Німеччини.

### Радянський період
На початок 1950-х років було дев'ять санаторіїв. В 1957 році почала функціонувати Моршинська курортна поліклініка. В 1960 році курорт був переданий в управління профспілкам. В 1965−1975 роках на курорті було збудовано їдальню на 800 місць, відділення зв'язку, кінотеатр та Будинок культури. Побудовано сучасний бювет мінеральних вод, розрахований на 6000 людей одночасного відвідування.

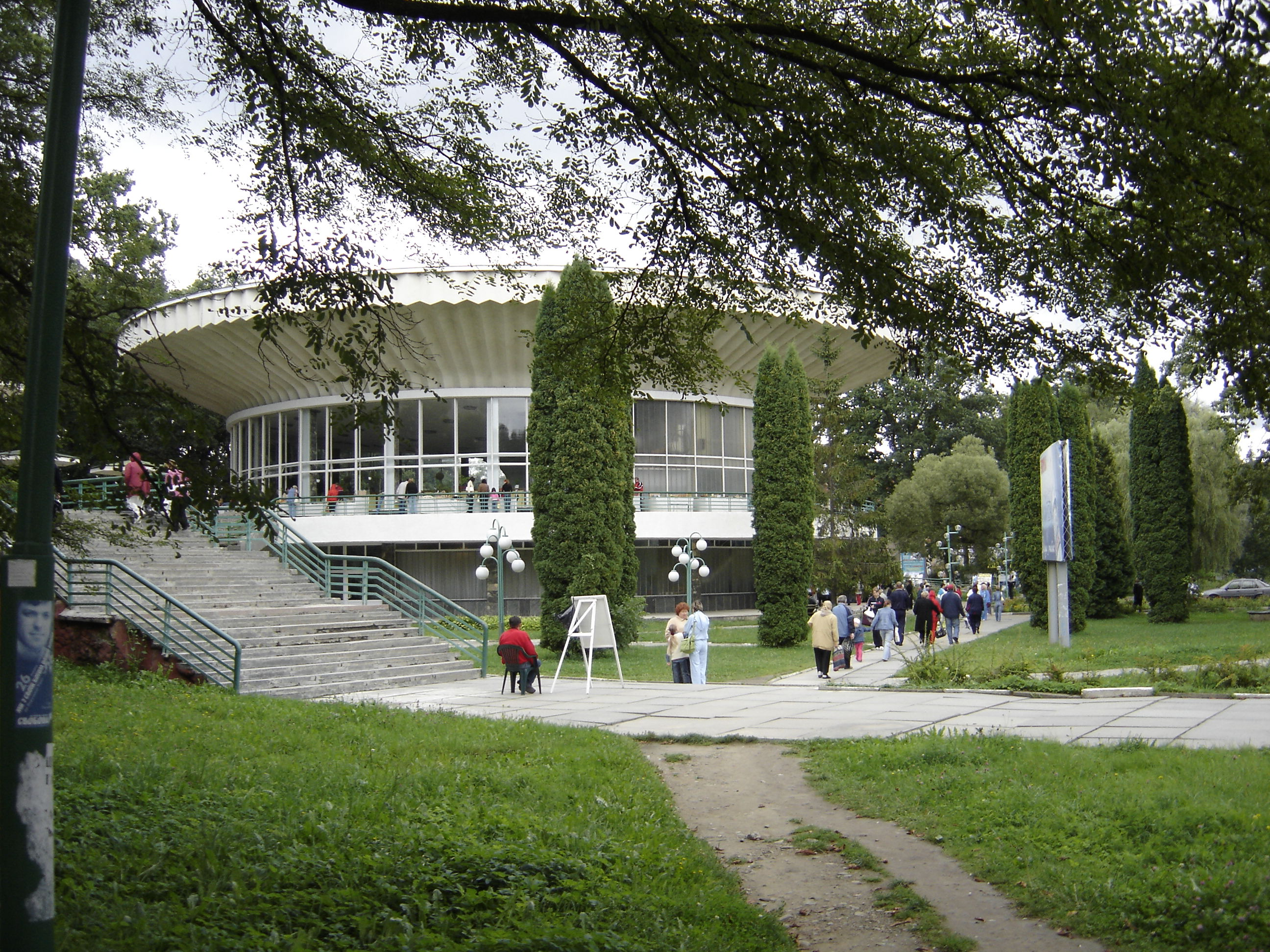

У 1979 році на курорті збудовано новий санаторний комплекс «Пролісок» для батьків з дітьми. Останній крупний санаторій — «Лаванда» — було збудовано в 1980-х роках.
Популярність курорту зростає. В 1964 році курорт відвідала 42 221 особа, в 1973 — 59288, в 1977 на курорті лікувалось 67 137 осіб. Моршин став курортом всесоюзного значення.

## Моршин сьогодні

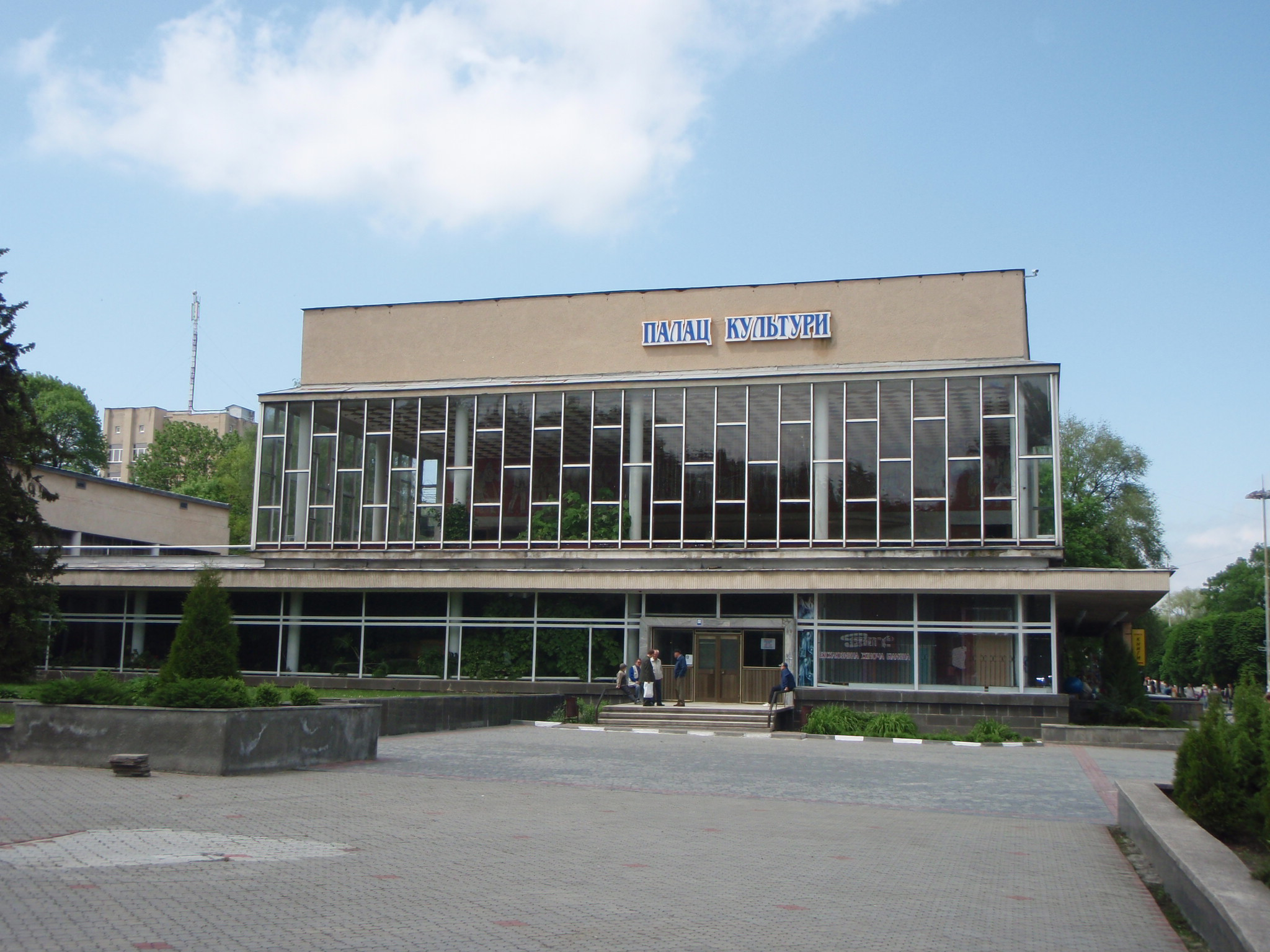
Моршинський палац культури

Основу містотворчої бази міста складає курортне господарство, у якому в наш час зайнято 2829 працюючих. Доповнюють народногосподарський комплекс міста Моршина промисловість, транспорт, капітальне будівництво, установи і організації регіонального значення та ін. Загальна кількість працюючих в місті становить 3600 працівників.

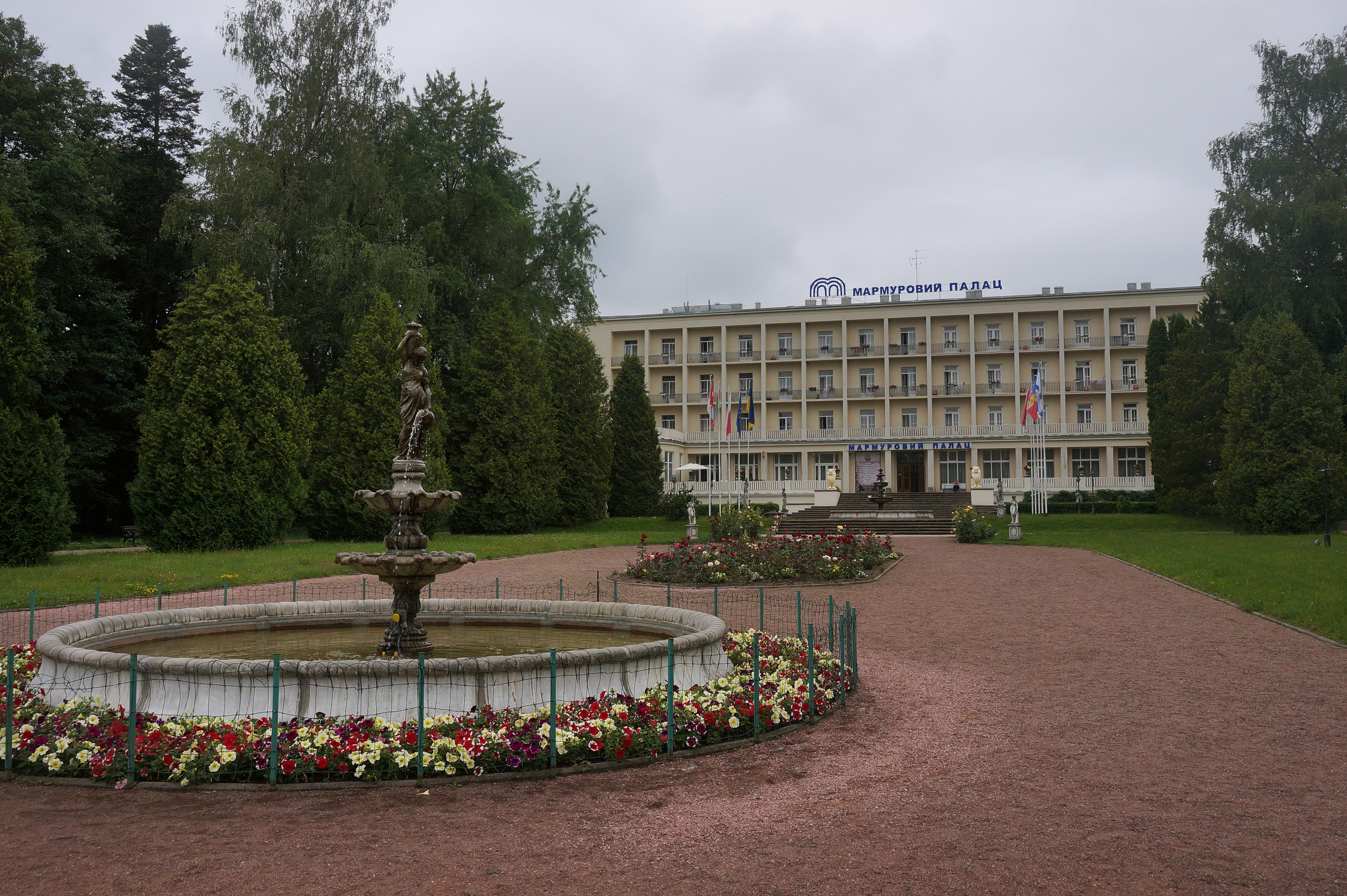
Мармуровий палац

Статуя Христа Спасителя в Моршині на місці колишнього костелу. На задньому фоні — бювет мінеральних вод.

Найбільшим підприємством курорту є Прикарпатське дочірнє підприємство СКК «Моршин» ЗАТ «Укрпрофоздоровниця», до складу якого, крім санаторно-курортних закладів Моршина, входять також оздоровниці «Любінь Великий», «Немирів», «Розділ», «Львів» Львівської області, а також лікувальні оздоровчі заклади в Івано-Франківській області (санаторії «Черче», «Водоспад»). Санаторно-курортний комплекс «Моршин» представляє інтереси санаторіїв: «Черемош», «Дністер», «Світанок», «Перлина Прикарпаття», «Лаванда», Бальнеогрязеозокеритолікарня, а також допоміжних установ — Палацу культури, підприємства МТЗ.
Крім санаторіїв ДП ЗАТ «Укрпрофоздоровниця» на території міста діють санаторії: ТзОВ «Санаторій для дітей з батьками „Пролісок“», ДП «Санаторій Моршинський», «Санаторій „Мармуровий Палац“», пансіонати «Динамо», «Зорецвіт», «Моршин», «Борис», готель «Дюк», МПП «Нік». Загальна місткість санаторіїв близько 5000 пацієнтів щомісячно. Окрім того, на курорті можна винайняти житло в місцевих жителів. В бальнеогрязеозокеритолікарні продаються курсівки на лікування.

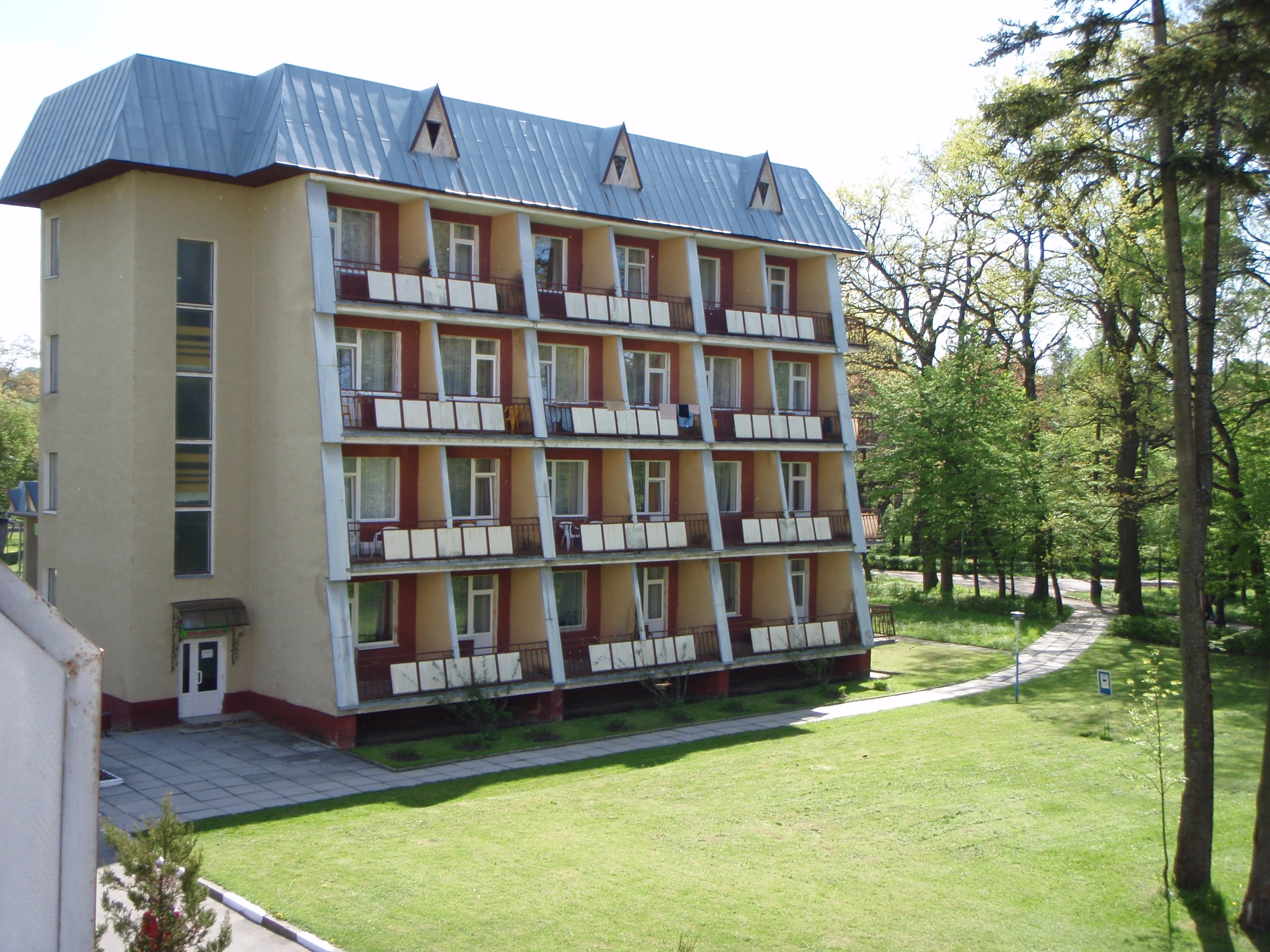
Корпус санаторію «Перлина Прикарпаття»

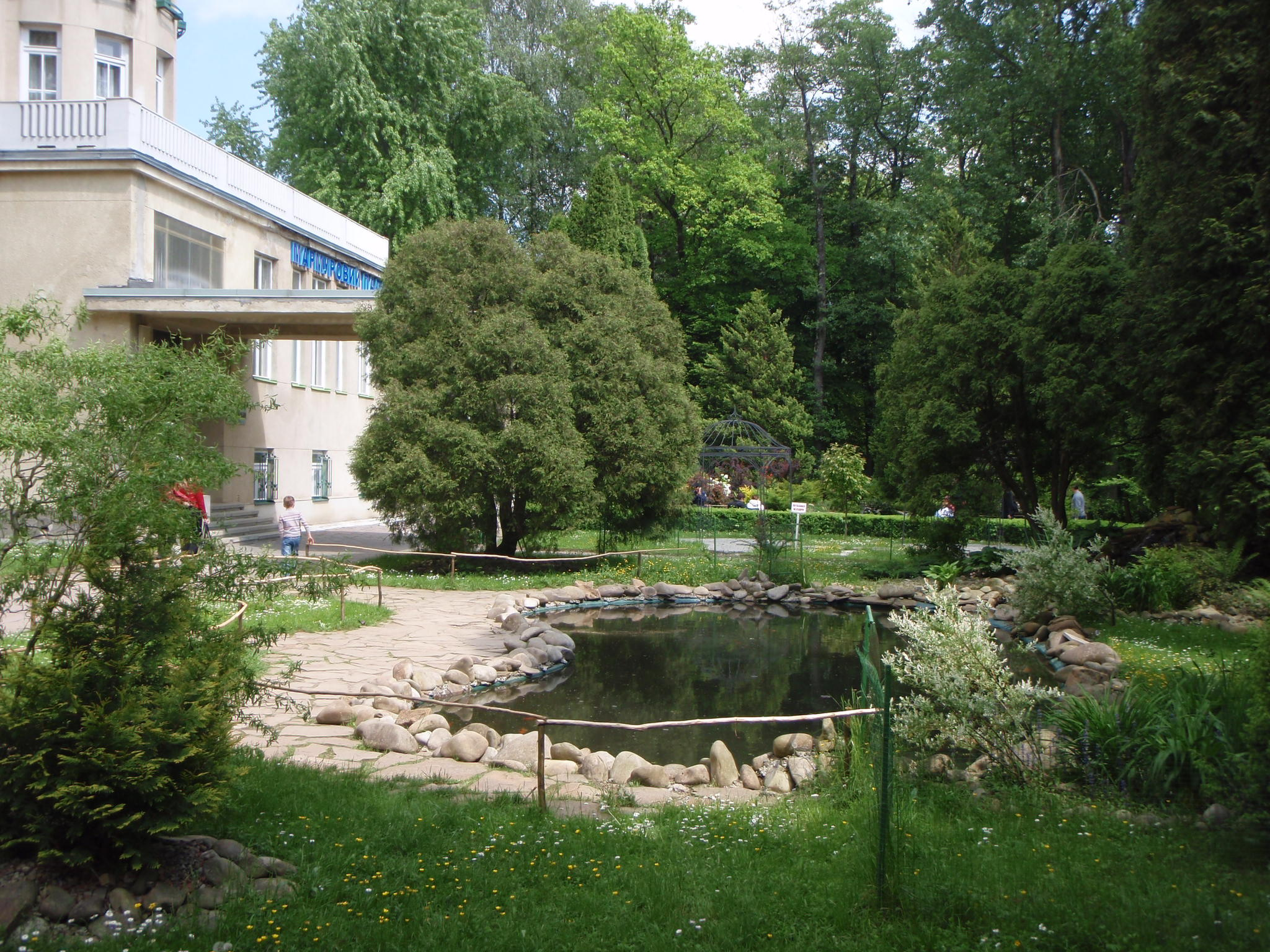
Парк санаторію «Мармуровий палац»

Курорт Моршин є відомим бальнеологічним центром. Тут є добре розвинена мережа готельних закладів та санаторних комплексів.

### Промисловість в Моршині

Залізничний вокзал

Промисловість міста в основному представляють ВАТ «Моршинський завод мінеральних вод „Оскар“» та ВАТ «Нова», яке здійснює продаж продукції ВАТ «Моршинський завод мінеральних вод „Оскар“», а також інших виробників через свої філії та офіційні представництва, що розташовані у 17 містах України.
Важливим фактором розвитку економіки міста стали підприємства, які вирізняються багатогалузевими профілями діяльності, головна мета яких спрямована на обслуговування відпочиваючих та місцевого населення. В Моршині зареєстровані суб'єкти підприємницької діяльності: фізичні та юридичні особи; прокатні пункти, перукарні, майстерні, підприємства громадського харчування (кафе, бари, ресторани), підприємства побуту, діючі об'єкти дрібно-роздрібної торгівлі.
Бюджетна мережа міста складається із наступних бюджетних установ та організацій:
- НВК «Середня загальноосвітня школа-ліцей» м. Моршина, у якій навчається 559 учнів та працює 48 педагогів;
- Моршинська школа мистецтв, у якій навчається 198 учнів, працює 35 осіб педагогічного персоналу;
- Дошкільний виховний заклад № 2 «Сонечко»;
- Моршинська міська лікарня. В корпусах лікарні розташовані 2 гастроентерологічні відділення по 50 ліжок, терапевтичне відділення на 60 ліжок, дитяче відділення на 40 ліжок, заклад для лікування захворювань шлунково-кишкового тракту на 200 ліжок і поліклініка на 250 відвідувань в зміну;
- Самостійна пожежна частина № 15 Головного управління ДСНС у Львівській області, яка нараховує 50 штатних працівників та 4 пожежні машини;
- Моршинське відділення Стрийського РВ ГУМВСУ у Львівській області налічує 11 штатних працівників та 7 працівників патрульно-постової служби.
- З грудня 2001 року у Моршині діє Лікарня відновного лікування № 2 «Говерла» — Центр реабілітації ветеранів ОУН-УПА на 75 ліжко-місць.

Через місто проходить залізнична лінія Стрий — Івано-Франківськ, Моршин — Львів. В Моршині знаходиться вокзал третього класу, у приміщенні є кафе, бар, готель.
У районі переїзду, неподалік від залізничного вокзалу, знаходиться автобусна станція. Переважно всі автобусні маршрути здійснюються через автостанцію міста Моршина.
Місцеве населення міста Моршина становить 6,1 тисячі людей (01.01.2011), проте населення разом з громадянами, які перебувають тут на лікуванні, відпочинку, може досягати протягом місяця понад 10 тисяч.
У результаті розвитку курорту, промисловості та інших складових містотворчої бази міста питання адміністративно-господарського устрою Моршина виникало неодноразово, яке сформувало декілька етапів його вирішення і привело до назрілої ситуації, яка для майбутнього підняття соціально-економічного статусу міста диктувала умови зміни статусу міста з віднесенням його до категорії міст обласного підпорядкування. З 1996 року Моршин стало містом районного значення.
22 листопада 2002 року згідно з постановою Верховної Ради України № 246-IV «Про віднесення міста Моршина Стрийського району Львівської області до категорії міст обласного значення» місто Моршин віднесено до категорій міст обласного значення.
Чимало жителів Моршина увійшли в історію національно-визвольних змагань українського народу XX століття. Найвідомішою постаттю серед них є багаторічний в'язень, дисидент, поет Зіновій Красівський.
Культурно-мистецьку славу Моршину приносять народний ансамбль пісні і танцю «Смерічка» Палацу культури та Зразковий театр української пісні «Джерельце» Моршинської школи мистецтв. Діяльність Палацу культури щорічно наповнюється гастрольними виступами творчого вокального дуету Наталі Мельник та Володимира Гуменчука, Катерини Бужинської, Віктора Павліка, Наталія Валевська та інших відомих українських і зарубіжних виконавців.

## Політика

### Парламентські вибори, 2019
На позачергових парламентських виборах 2019 року у місті функціонували окремі виборчі дільниці № 461744 і 461745, розташовані у приміщеннях ліцею і палацу культури, відповідно.
Результати
- зареєстровано 3984 виборці, явка 55,90%, найбільше голосів віддано за «Слугу народу» — 23,75%, за «Європейську Солідарність» — 22,45%, за «Голос» — 20,70%.[6] В одномандатному окрузі найбільше голосів отримав Андрій Гергерт (Всеукраїнське об'єднання «Свобода») — 27,80%, за Ростислава Кушину (самовисування) — 19,32%, за Володимира Наконечного (Слуга народу) — 15,42%[7].

## Населення
Чисельність населення міста, станом на 2022 рік, налічувало 5,562 мешканців.
Розподіл населення за віком та статтю (2001)
| Стать | Всього | До 15 років | 15-24 | 25-44 | 45-64 | 65-85 | Понад 85 |
| --- | ------ | ----------- | ----- | ----- | ----- | ----- | -------- |
| Чоловіки | 2254   | 422         | 345   | 704   | 566   | 205   | 12       |
| Жінки | 2709   | 433         | 336   | 770   | 735   | 410   | 25       |
| \| Статево-вікова піраміда \| Статево-вікова піраміда \| Статево-вікова піраміда \| \| ----------------------- \| ----------------------- \| ----------------------- \| \| Чоловіки \| Вік \| Жінки \| \| 12 \| 85 + \| 25 \| \| 18 \| 80-84 \| 41 \| \| 34 \| 75-79 \| 94 \| \| 56 \| 70-74 \| 129 \| \| 97 \| 65-69 \| 146 \| \| 126 \| 60-64 \| 211 \| \| 110 \| 55-59 \| 112 \| \| 148 \| 50-54 \| 188 \| \| 182 \| 45-49 \| 224 \| \| 206 \| 40-44 \| 237 \| \| 182 \| 35-39 \| 203 \| \| 151 \| 30-34 \| 160 \| \| 165 \| 25-29 \| 170 \| \| 166 \| 20-24 \| 149 \| \| 179 \| 15-20 \| 187 \| \| 194 \| 10-14 \| 184 \| \| 138 \| 5-9 \| 138 \| \| 90 \| 0-4 \| 111 \| |        |             |       |       |       |       |          |
| Статево-вікова піраміда |        |             |       |       |       |       |          |
| Чоловіки | Вік    | Жінки       |       |       |       |       |          |
| 12 | 85 +   | 25          |       |       |       |       |          |
| 18 | 80-84  | 41          |       |       |       |       |          |
| 34 | 75-79  | 94          |       |       |       |       |          |
| 56 | 70-74  | 129         |       |       |       |       |          |
| 97 | 65-69  | 146         |       |       |       |       |          |
| 126 | 60-64  | 211         |       |       |       |       |          |
| 110 | 55-59  | 112         |       |       |       |       |          |
| 148 | 50-54  | 188         |       |       |       |       |          |
| 182 | 45-49  | 224         |       |       |       |       |          |
| 206 | 40-44  | 237         |       |       |       |       |          |
| 182 | 35-39  | 203         |       |       |       |       |          |
| 151 | 30-34  | 160         |       |       |       |       |          |
| 165 | 25-29  | 170         |       |       |       |       |          |
| 166 | 20-24  | 149         |       |       |       |       |          |
| 179 | 15-20  | 187         |       |       |       |       |          |
| 194 | 10-14  | 184         |       |       |       |       |          |
| 138 | 5-9    | 138         |       |       |       |       |          |
| 90 | 0-4    | 111         |       |       |       |       |          |

### Національний склад
Розподіл населення за національністю за даними перепису 2001 року:
| Національність  | Відсоток |
| --------------- | -------- |
| українці        | 94,58%   |
| росіяни         | 4,43%    |
| поляки          | 0.32%    |
| білоруси        | 0,22%    |
| інші/не вказали | 0,45%    |

### Мова
Розподіл населення за рідною мовою за даними перепису 2001 року:
| Мова            | Чисельність, осіб | Відсоток |
| --------------- | ----------------- | -------- |
| Українська      | 4 758             | 95,87%   |
| Російська       | 190               | 3,83%    |
| Білоруська      | 4                 | 0,08%    |
| Польська        | 2                 | 0,04%    |
| Румунська       | 1                 | 0,02%    |
| Інші/Не вказали | 8                 | 0,16%    |
| Разом           | 4 963             | 100%     |

## COVID-19
Із квітня 2021 року в місті почали вакцинувати всіх бажаючих. В результаті станом на жовтень 2021 року в місті не госпіталізовано жодного жителя міста. А ті, що захворіли мають легку форму і перебувають вдома. Станом на 26 жовтня 74 % населення отримали дві дози вакцини.

## Релігія

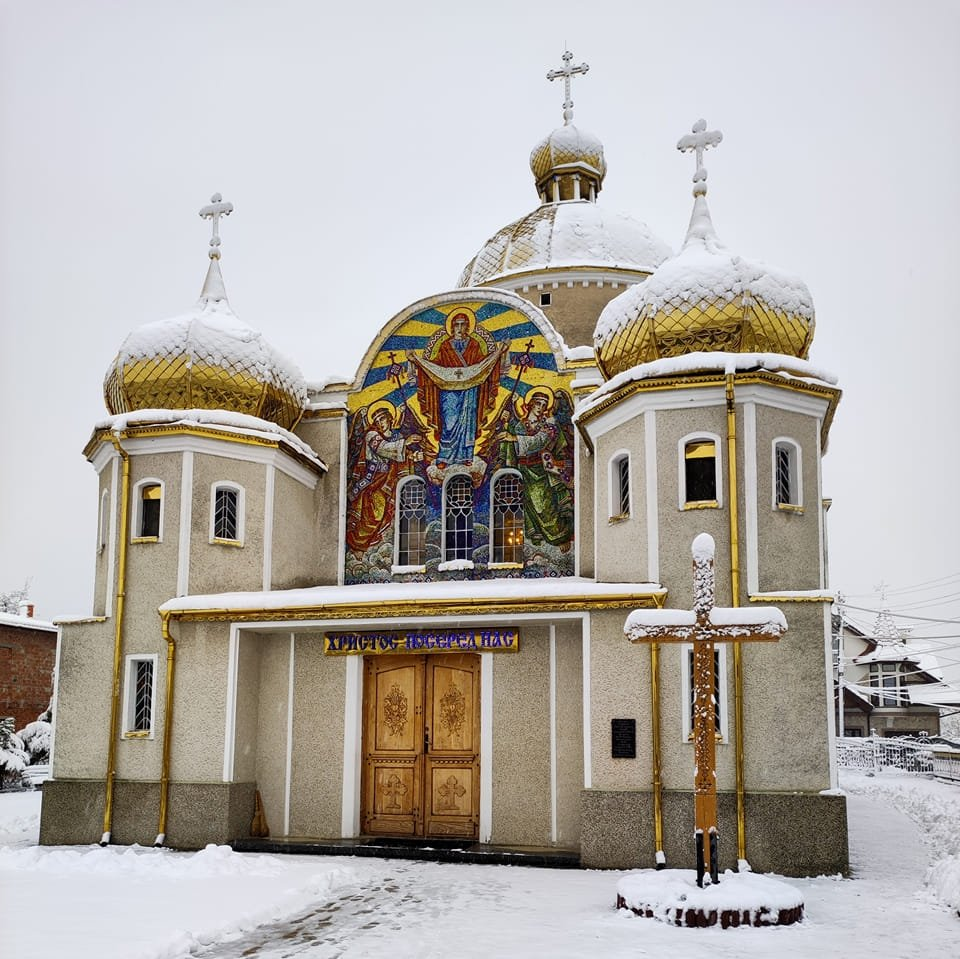
Церква Покрови Пресвятої Богородиці (УГКЦ)
- Костел Божого Милосердя (РКЦ)
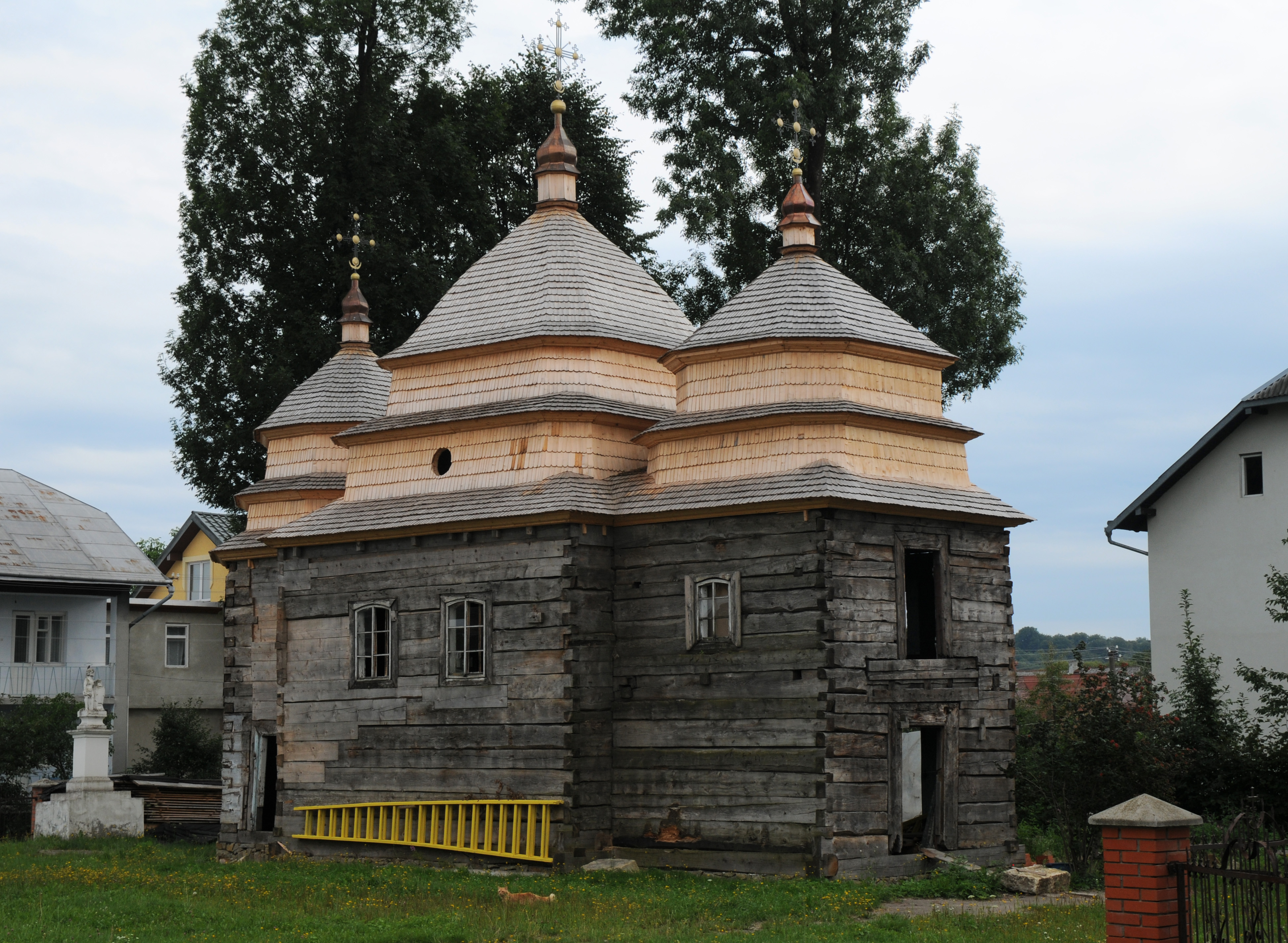
Церква Покрови Пресвятої Богородиці (ПЦУ)

- Церква Покрови Пресвятої Богородиці (УГКЦ)
- Церква Покрови Пресвятої Богородиці (ПЦУ)

## Пам'ятки
- Пам'ятник жертвам репресій[d];
- Пам'ятник Тарасові Шевченку[d];
- Санаторій «Мармуровий палац»[d];
- Церква Покрови Пресвятої Богородиці[d];
- Братська могила радянських воїнів;
- Пам'ятник «Борцям за волю України»;

## Відомі люди
- Степан Бандера — почесний громадянин Моршина.
- Іван Франко — в 1900 році бував у Моршині, після чого видав статтю "Із наукових екскурсій по краю". В ній розповів про курйоз із місцевою церквою, яку за сприяння пана викрали довжинські селяни, та про знайдені у цій церкві книги XVII століття, які він після реставрації віддав Науковому Товариству імені Шевченка.
- Іван Багряний — під час перебування в Моршині за 14 днів написав свій роман «Тигролови».
- митрополит Андрей Шептицький — бував у Моршині, про що свідчить його підпис у церковній книзі, датований 17 червня 1943-го року[13]

### Народились
- Роман Афтанази — польський історик, бібліотекар, дослідник замків, палаців і особняків.
- Лідія Білас — український підприємець.
- Артур Бойко — радянський та український футболіст та тренер.
- Денис Боярчук — український військовик, старший солдат 80 ОДШБр Збройних Сил України, учасник російсько-української війни.
- Ростислав Кушина — український оперний та естрадний співак[14]
- Роман Рапій — український діяч, начальник Охтирського нафтогазодобувного управління Сумської області. Народний депутат України 1-го скликання.

### Пов'язані з Моршином
- Руслан Ільницький — міський голова міста Моршина
- Микола Кміть — підприємець, президент IDS Group, пов'язаний і дистрибуцією мінеральних вод
- Роман Никифорів — український композитор, диригент, педагог та співак, Заслужений працівник культури України (1986)
- Францішек Ян Смолька — власник маєтку в місті[15]

### Померли
- Зеновій Красівський — український поет, літератор, діяч Українського національного фронту (УНФ) та Української Гельсінської групи (УГГ), останній Крайовий провідник ОУНР у підрадянській Україні.[16]
- Роман Савицький — український самодіяльний композитор (автор пісні «Гуцулка Ксеня»), педагог.

## Місто-побратим
- Швальмштадт, Німеччина (2025)[17]